# Ghost skin
Termenul de „ghost skin” este utilizat de către membrii comunităților supremațiste pentru a denota un membru care nu își susține în mod public ideologia cu scopul de a se integra în societate și a promova idei rasiste.
Într-o evaluare realizată de FBI în 2006, divizia antiteroristă a organizației a prezentat o serie de informații legate de infiltrarea în poliție a anumitor membri și menționează că termenul a intrat în atenția agenției în 2004. În anul 2001, doi ofițeri de poliție din Comitatul Williamson, Texas, au fost concediați după ce s-a descoperit că erau membri ai Ku Klux Klan. În 2018, a fost formulată o plângere în care un angajat al Defense Advanced Research Projects Agency era acuzat de rasism.